# (4686) Maisica
(4686) Maisica (1979 SX2) – planetoida z pasa głównego asteroid okrążająca Słońce w ciągu 3,64 lat w średniej odległości 2,36 j.a. Odkryta 22 września 1979 roku.